# NGC 620
NGC 620 je nepravidelná galaxie v souhvězdí Andromeda. Její zdánlivá jasnost je 12,9m a úhlová velikost 1,0′ × 0,9′. Je vzdálená 119 milionů světelných let. Galaxii objevil 	14. března 1871 Édouard Jean-Marie Stephan.